# قلعة هزار درب
قلعة هزار درب (بالفارسية: قلعه هزار درب) هي قلعة تاريخية تعود إلى عصر ساسانيون، وتقع في آبدانان.